# Чемпіонат світу з легкої атлетики в приміщенні 2018 — Стрибки у довжину (жінки)
Змагання зі стрибків в довжину серед жінок на Чемпіонаті світу з легкої атлетики в приміщенні 2018 у Бірмінгемі відбулись 4 березня в Арені Бірмінгем.

## Рекорди
На початок змагань основні рекордні результати були такими:
| WIR | Гайке Дрекслер НДР    | 7,37 м | Відень Австрія    | 13 лютого 1988  |
| CR  | Бріттні Різ США       | 7,23 м | Стамбул Туреччина | 11 березня 2012 |
| WL  | Івана Шпанович Сербія | 6,93 м | Белград Сербія    | 18 лютого 2018  |

Під час змагань був показаний наступний основний рекордний результат:
| WL | Івана Шпанович Сербія | 6,96 м | Бірмінгем Велика Британія | 4 березня 2018 |

## Розклад
| Дата           | Час початку | Стадія |
| -------------- | ----------- | ------ |
| 4 березня 2018 | 15:27       | Фінал  |

Вказаний місцевий час (UTC+0)

## Результати
За регламентом змагань кваліфікаційний відбір до фіналу не проводився. У фіналі всі атлетки мали змогу виконати по три спроби, після чого вісімці найкращих за результатами цих спроб надавалось право виконати ще дві спроби, а насамкінець — четвірка найкращих за результатами п'яти спроб мала змогу виконати ще одну.

### Фінал
| Місце | Атлетка          | Країна    | #1     | #2     | #3     | #4     | #5     | #6     | Результат | Примітки |
| ----- | ---------------- | --------- | ------ | ------ | ------ | ------ | ------ | ------ | --------- | -------- |
| 1     | Івана Шпанович   | Сербія    | 6,89 м | 6,74 м | x      | 6,96 м | –      | –      | 6,96 м    | WL       |
| 2     | Бріттні Різ      | США       | 6,76 м | 6,61 м | 6,77 м | 6,89 м | 6,72 м | 6,44 м | 6,89 м    | SB       |
| 3     | Состін Могенара  | Німеччина | 6,59 м | 6,85 м | x      | 6,31 м | 6,23 м | 6,30 м | 6,85 м    | SB       |
| 4     | Кванеша Беркс    | США       | 6,81 м | 6,51 м | 6,71 м | 6,78 м | x      | 6,70 м | 6,81 м    | PB       |
| 5     | Малайка Мігамбо  | Німеччина | 6,43 м | 6,40 м | 6,55 м | x      | 6,64 м |        | 6,64 м    |          |
| 6     | Хадді Санья      | Швеція    | 6,64 м | x      | 6,40 м | 6,45 м | 4,23 м |        | 6,64 м    |          |
| 7     | Крістабель Нетті | Канада    | 6,49 м | 6,63 м | 6,49 м | 6,45 м | 6,44 м |        | 6,63 м    | SB       |
| 8     | Ксенія Балта     | Естонія   | 6,46 м | 6,48 м | 6,26 м | 6,50 м | 6,57 м |        | 6,57 м    |          |
| 9     | Аліна Ротару     | Румунія   | x      | 6,37 м | 6,41 м |        |        |        | 6,41 м    |          |
| 10    | Марина Бех       | Україна   | x      | 6,37 м | 6,35 м |        |        |        | 6,37 м    |          |
| 11    | Лаума Гріва      | Латвія    | 6,18 м | 6,34 м | 6,28 м |        |        |        | 6,34 м    |          |
| 12    | Елуаз Лезюер     | Франція   | 6,26 м | 6,34 м | 6,20 м |        |        |        | 6,34 м    |          |
| 13    | Хессамін Сауседа | Мексика   | 5,95 м | 5,93 м | 5,99 м |        |        |        | 5,99 м    | SB       |